# Wikariat apostolski Nekemte
Wikariat apostolski Nekemte – jednostka podziału administracyjnego Kościoła katolickiego w Etiopii. Powstała w 1913 jako prefektura apostolska Południowej Kaffy. W tym samym roku przemianowana na prefekturę Kaffy. W 1940 ustanowiona wikariatem apostolskim Gimma. Pod obecną nazwą od 1982.

## Biskupi diecezjalni
- Gaudenzio Barlassina,  † (1913–1933)
- Luigi Santa, I.M.C. † (1934–1943)
- Frans Janssen, † (1959–1972)
- Hendrik Joseph Alois Bomers, C.M. † (1977–1983)
- Fikre-Mariam Ghemetchu, C.M. † (1985–1994)
- Leonardus Dobbelaar, C.M. † (10 czerwca 1994–2008)
- Theodorus van Ruijven, C.M. (2009–2013)
- Varghese Thottamkara, C.M. (2013–2023)
- Getahun Fanta Shikune C.M. (od 2024)